# Valérie Cachard
Pour les articles homonymes, voir Cachard.
Valérie Cachard, née à Beyrouth en 1979, est une écrivaine libanaise. Elle a notamment reçu le Prix RFI Théâtre en 2019 pour sa pièce de théatre Victoria K, Delphine Seyrig et moi ou la Petite Chaise jaune.

## Biographie
Valérie Cachard est née à Beyrouth en 1979. Elle s'oriente vers des études littéraires et journalistique. Elle a notamment obtenu une licence de lettres françaises à l’université Saint-Joseph et un DESS de journalisme francophone à l’université libanaise. Elle a également un master de littérature française de l’USJ et une licence en cinéma obtenu par correspondance avec l’université de Paris III.
En 2007, primée par le prix du jeune écrivain francophone décerné par l'association Prix du jeune écrivain de langue française, sa nouvelle est publiée dans le recueil de nouvelles ecrits par les lauréats du prix Ne rien faire et autres nouvelles.
En 2010, elle publie sa première pièce de théâtre Matriochka ou l'Art de s'évider. En 2015, elle publie un recueil de sept nouvelles regroupées sous le titre Déviations et autres détours.
En décembre 2018, elle monte sur les planches pour jouer sa création Histoire de la poule et de l’œuf.
En mai 2019, elle est nommée co-présidente de la Commission internationale du théâtre francophone.

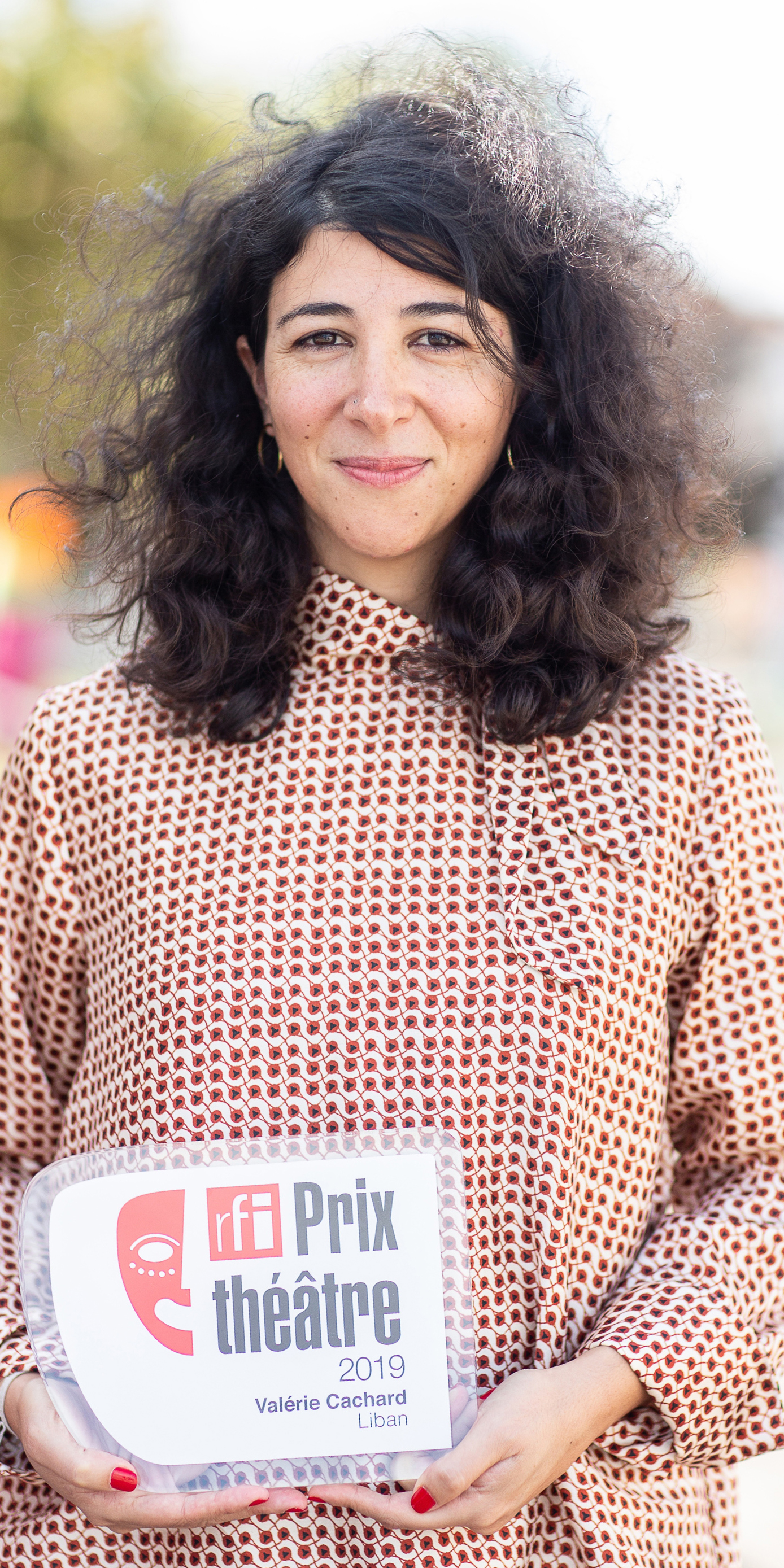
Valérie Cachard, lauréate du prix RFI-Théâtre, au festival des Zébrures à Limoges.

Le dimanche 29 septembre, elle obtient le Prix RFI-Théâtre pour sa pièce de théâtre Victoria K, Delphine Seyrig et moi ou la Petite Chaise jaune.
Valérie Cachard a effectué un certain nombre de collaborations avec des artistes plasticiens. Avec Said Baalbaki, elle est l’auteure du texte de « Nos âmes en chantier », un livre d’artiste comprenant six lithographies en couleur représentant des façades d’immeubles décharnés à Wadi Abou Jmil, le quartier juif de Beyrouth. Pour François Sargologo, elle rédige un soliloque épistolaire à la série  de tondos « Beyrouth Empire ». Enfin, pendant plusieurs années, elle explore avec Gregory Buchakjian les lieux délaissés de la ville et y récupère plusieurs centaines d’objets et documents. Tous deux produisent ensemble « Habitats abandonnés. Archive », une performance filmée au cours de laquelle ils disposent ces éléments dans un espace et lisent des textes qui en sont extraits.

## Œuvres
- Histoire de la poule et de l’œuf, L'école des loisirs, (2022)[12].
- Ne rien faire et autres nouvelles, (en collaboration) PJE, 2007.
- Matriochka (pièce de théâtre), Antoine, 2010[13].
- Déviations et autres détours, Tamyras, 2016.
- Victoria K, Delphine Seyrig et moi ou la Petite Chaise jaune (pièce de théatre), 2019.

## Prix et reconnaissances
- 2005 : Prix du jeune écrivain francophone[14]
- 2011 : Prix Etel Adnan Award for women playrights[14]
- 2019 : Prix RFI-Théâtre pour sa pièce de théatre Victoria K, Delphine Seyrig et moi ou la Petite Chaise jaune[15]